# Pour l'étoile S.V.P.
Pour l'étoile S.V.P. va ser un curtmetratge mut francès de 1908 produït per Georges Méliès. La va dirigir Méliès o el seu ajudant, un actor conegut com a Manuel.

## Trama
El ric admirador d'una actriu d'escenari, o "Stage Door Johnnie", porta un ram al teatre i demana a un tracista que el passi al actriu admirada. El tracista, per una broma pràctica, canvia la targeta del ram de manera que sembli destinada a la conserge del teatre. La conserge, acceptant les flors, envia una nota a la porta de l'escenari Johnnie dient-li que es trobi amb ella a la porta de l'escenari. El Stage Door Johnnie, sorprès de veure com s'acosta la conserge, intenta sense èxit escapar de la seva abraçada. Finalment s'escapa, mentre els tramoistes del teatre es riuen de l'èxit de la broma.

## Producció
Fernande Albany va interpretar a la conserge a la pel·lícula. L'escena davant la porta de l'escenari es va rodar a l'aire lliure, a la propietat de Méliès a Montreuil (Sena Saint-Denis), davant de la part restant d'una casa que havia pertangut al seu pare Louis Méliès. (part de la casa havia estat enderrocada durant la construcció del segon i més gran estudi de cinema de Méliès, Studio B.) Georges Méliès havia utilitzat anteriorment la mateixa ubicació per a la seva pel·lícula de 1907 Il y a un dieu pour les ivrognes.
A partir d'una anàlisi dels fragments supervivents de la pel·lícula, una publicació sobre les pel·lícules de Méliès del Centre National du Cinéma va suggerir que Pour l'étoile S.V.P. podria haver estat dirigida no pel mateix Méliès sinó pel seu ajudant de producció, l'actor Manuel.

## Estrena i supervivència
La pel·lícula va ser estrenada per la Star Film Company de Méliès i va ser numerada 1310–1313 als seus catàlegs. La impressió supervivent de la pel·lícula és incompleta, cosa que dificulta el seguiment la continuïtat narrativa. La resta de la pel·lícula es presumeix perduda.